# Mitropacup 1970
De Mitropacup 1970 was de 30 editie van deze internationale beker en voorloper van de huidige Europacups.
De 16 deelnemende clubs kwamen ook dit jaar uit Hongarije, Italië, Joegoslavië, Oostenrijk en Tsjechoslowakije. Dit jaar werden alle confrontaties ook weer in een thuis- en uitwedstrijd gespeeld. Al in oktober 1969 werd er met het toernooi van start gegaan.
 Eerste ronde 
| Winnaar                           | Land                 | Uitslagen     | Land                 | Verliezer           |
| --------------------------------- | -------------------- | ------------- | -------------------- | ------------------- |
| Vasas Boedapest                   | Vlag van Hongarije   | 1-1 , 3-2     | Vlag van Joegoslavië | Vardar Skopje       |
| Internacional Slovnaft Bratislava | Vlag van Tsjechië    | 6-1 , *       | Vlag van Oostenrijk  | First Vienna FC     |
| Slavia Praag                      | Vlag van Tsjechië    | 4-1 , 3-0     | Vlag van Italië      | Hellas Verona       |
| Honvéd Boedapest                  | Vlag van Hongarije   | 1-1 , 2-1     | Vlag van Italië      | SS Lazio Rome       |
| SK Admira Wien                    | Vlag van Oostenrijk  | 2-1 , 2-1     | Vlag van Tsjechië    | Bohemians CKD Praag |
| Wacker Innsbruck                  | Vlag van Oostenrijk  | 1-2 , 2-1 wnl | Vlag van Hongarije   | Csepel SC           |
| Hajduk Split                      | Vlag van Joegoslavië | 3-1 , 0-0     | Vlag van Italië      | Brescia Calcio      |
| FK Radnicki Kragujevac            | Vlag van Joegoslavië | 2-0 , 0-1     | Vlag van Tsjechië    | Lokomotiva Kosice   |

* First Vienna FC trok zich na de eerste wedstrijd terug.
 Kwart finale 
| Winnaar                           | Land               | Uitslagen | Land                 | Verliezer              |
| --------------------------------- | ------------------ | --------- | -------------------- | ---------------------- |
| Vasas Boedapest                   | Vlag van Hongarije | 4-0 , 3-1 | Vlag van Oostenrijk  | SK Admira Wien         |
| Internacional Slovnaft Bratislava | Vlag van Tsjechië  | 3-0 , 0-1 | Vlag van Oostenrijk  | Wacker Innsbruck       |
| Slavia Praag                      | Vlag van Tsjechië  | 1-1 , 2-2 | Vlag van Joegoslavië | Hajduk Split           |
| Honvéd Boedapest                  | Vlag van Hongarije | 1-2 , 4-0 | Vlag van Joegoslavië | FK Radnicki Kragujevac |

 Halve finale 
| Winnaar                           | Land               | Uitslagen | Land               | Verliezer        |
| --------------------------------- | ------------------ | --------- | ------------------ | ---------------- |
| Vasas Boedapest                   | Vlag van Hongarije | 1-1 , 1-0 | Vlag van Tsjechië  | Slavia Praag     |
| Internacional Slovnaft Bratislava | Vlag van Tsjechië  | 1-0 , 2-1 | Vlag van Hongarije | Honvéd Boedapest |

 Finale 
| WINNAAR         | Land               | Uitslagen | Land              | FINALIST                          |
| --------------- | ------------------ | --------- | ----------------- | --------------------------------- |
| Vasas Boedapest | Vlag van Hongarije | 1-2 , 4-1 | Vlag van Tsjechië | Internacional Slovnaft Bratislava |

1927 · 1928 · 1929 · 1930 · 1931 · 1932 · 1933 · 1934 · 1935 · 1936 · 1937 · 1938 · 1939 · 1940 · 1951 · 1955 · 1956 · 1957 · 1958 · 1959 · 1960 · 1961 · 1962 · 1963 · 1964 · 1965 · 1966 · 1967 · 1968 · 1969 · 1970 · 1971 · 1972 · 1973 · 1974 · 1975 · 1976 · 1977 · 1978 · 1980 · 1981 · 1982 · 1983 · 1984 · 1985 · 1986 · 1987 · 1988 · 1989 · 1990 · 1991 · 1992